# Була (Болцано)
Була је насеље у Италији у округу Болцано, региону Трентино-Јужни Тирол.
Према процени из 2011. у насељу је живело 107 становника. Насеље се налази на надморској висини од 1498 м.